# Gare de La Houssaye - Crèvecœur
La gare de La Houssaye - Crèvecœur est une gare ferroviaire fermée de la ligne de Gretz-Armainvilliers à Sézanne, située sur le territoire de la commune de La Houssaye-en-Brie, à proximité de Crèvecœur-en-Brie, dans le département de Seine-et-Marne, en région Île-de-France.

## Situation ferroviaire
Établie à 115 mètres d'altitude, la gare de La Houssaye - Crèvecœur est située au point kilométrique (PK) 51,622 de la ligne de Gretz-Armainvilliers à Sézanne, entre la gare de Marles-en-Brie et la gare de Mortcerf (la ligne et les autres gares sont en service).

## Histoire
Pour permettre la pose de la seconde voie de la ligne, en 1890, les vingt kilomètres du parcours entre la halte de La Houssaye et la gare de Coulommiers nécessite la réfection de tranchées et de remblais.
En 1902, des travaux d'agrandissement sont effectués sur le bâtiment de la « halte de La Houssaye-Crèvecœur ».

## Service des voyageurs
La gare est fermée.